# Piga

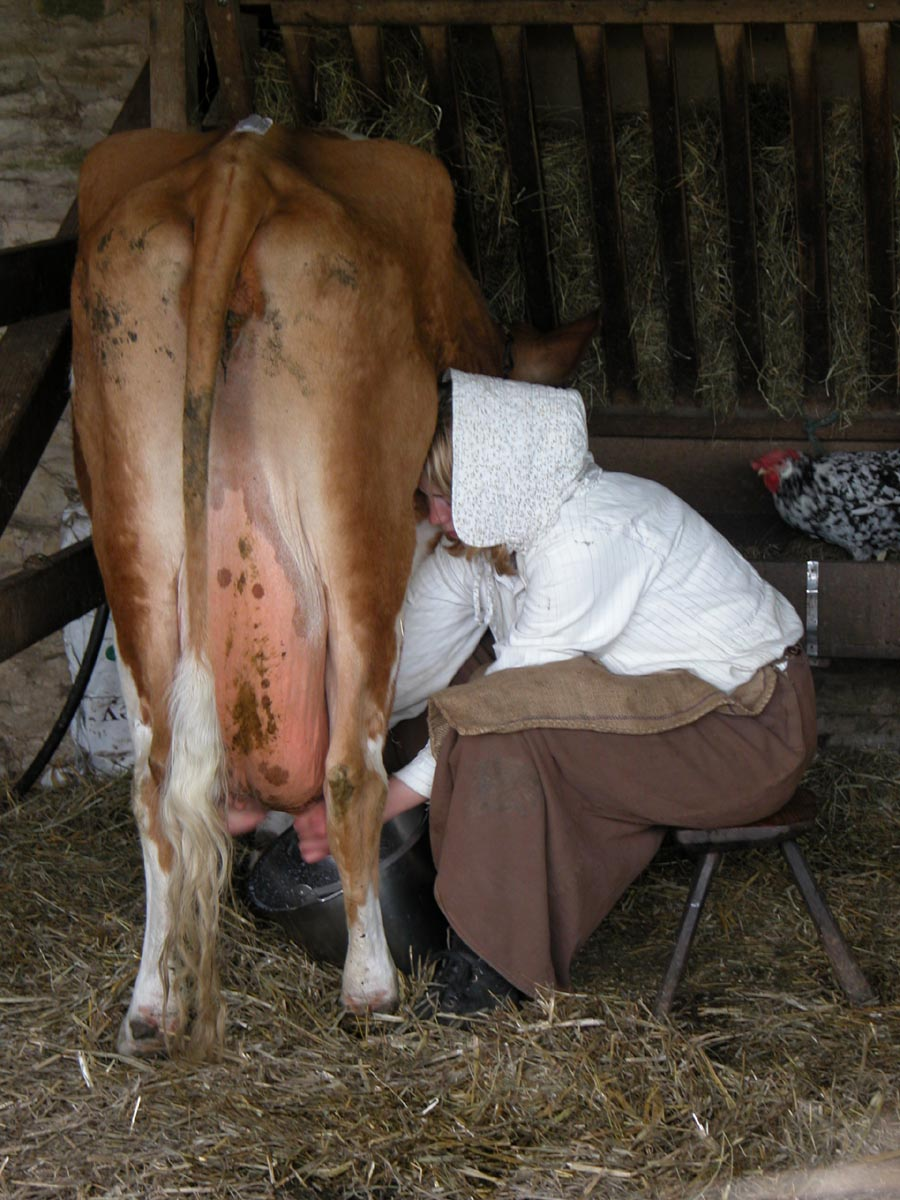
Kvinna utklädd till en mjölkpiga från 1800-talet.

En piga är ursprungligen ett annat ord för flicka, och var i Sverige fram till ungefär 1920 en beteckning på de unga flickor och kvinnor som utförde husligt arbete i sin arbetsgivares hem eller lantbruk. I Sverige uppgick de år 1900 till 140 000 i antal, för att därefter minska medan jordbruket fortsatte bli alltmer maskinellt. Många av dem hade först i 27–28-årsåldern råd att bilda egen familj/gifta sig.

## Historia
Pigor som arbetade i lantbruk tillhörde gårdens tjänstehjon och var den kvinnliga motsvarigheten till gårdens manliga bonddrängar. På små gårdar utförde pigan ofta både hushållsarbete och lantarbete, men på större gårdar, främst de södra delarna av Sverige, kunde det finnas ett flertal pigor som enbart utförde lantarbete, till exempel mjölkning, medan särskilda tjänsteflickor utförde hushållsarbete.
Pigor som arbetade som tjänsteflickor i hemmen, kallades även jungfru eller tjänarinna, var antingen underställda en anställd husföreståndarinna, husmor eller husfru, eller också direkt underställda familjen, då ofta under hustruns direktiv. Ordet "piga" fick låg status. För hushållsarbetande flickor i städerna kom ordet att ersättas av hembiträde kring 1919 medan barnpiga alltmer blev barnflicka.
På adliga herrgårdar var det vedertagen sedvänja att både pigor och jungfrur fick sina bröllop bekostade av arbetsgivarna, som också höll dem i herrgårdens festrum, en sed som återspeglades i att en adelsdam som var hovfröken också fick sitt bröllop bekostat av sin kungliga arbetsgivare och bröllopet hållet på kungliga slottet. Döttrarna klädde då bruden, och arbetsgivarfamiljen deltog ofta i festligheterna. Detta ingick i den informella välgörenhet som adeln ansågs behöva visa gentemot sitt tjänstefolk och motsvarade det ekonomiska ansvar som kunde tas för åldriga "trotjänare", och gick igen i de övriga fester som en adelsfamilj traditionsenligt brukade hålla för sitt tjänstefolk under olika högtider som midsommar, då de själva deltog i dansen för att illustrera en form av familjärt förhållande inom hushållet. Pigor och drängar var ofta trendsättare på landsbygden under 1800-talet (Nordiska museet/dräkt och mode) och det var vanligt att de var dopvittnen (Demografisk Databas Södra Sverige). 
En dotter skriver om hur hennes mor, dotter till en bruksägare, fick omkring 1888, gå in i pigans arbete efter sin konfirmation för då fick pigan sluta. Vid ungefär samma tid fick konstnärinnan Ester Henning, dotter till en skomakare, 12 år gammal börja som piga efter att hon gått fyra år i skola. Ester Blenda Nordströms bok En piga bland pigor skildrar hur hon under en tid tog anställning som piga på en gård.
Ordet piga blev i pejorativt syfte aktuellt under 1990-talet, i samband med politiska förslag om skatteavdrag för hushållstjänster. I och med förslagen kom termen "hushållsnära tjänster" att användas av dem som förespråkade dessa avdrag. Termen "pigavdrag" användes däremot av förslagens motståndare.

## Kända pigor i fiktiva berättelser
- Askungen (utför enbart köksarbete och inte jordbruksarbete)
- Alva i Madicken
- Lina i Emil i Lönneberga

## Sånger om pigor
- "Kungens lilla piga" (då piga ännu betecknade hembiträde/barnflicka)